# Camille Jaouen
Pour les articles homonymes, voir Jaouen.
Camille Jaouen est un poète français né le 9 février 1949 à Pont-l'Abbé (Finistère).

## Biographie
Camille Jaouen passe son enfance et son adolescence à Pont-l'Abbé. Fonctionnaire retraité, il a fait l'essentiel de sa carrière à Lorient, après un court séjour à Alençon dans l'Orne et il réside, depuis 1976 à Quéven (Morbihan).
Il est membre de l'Association des écrivains bretons.

## Publications
- Marées basses, Éd. Le Signor, 1980.
- D'or et de boue, Éd. Art Media, 1982.
- Moissons d'automne, Éd. du Douric, 2010.
- Dans les pas du silence, Éd. du Douric, 2010.
- Soliloques, Éd. du Douric, 2011.
- Sans fioritures, Éd. du Douric, 2011.
- Mi-figue' mi-raisin, Éd. Chemin faisant, 2012.
- Encres rouges, Éd. du Douric, 2012.
- Sur les ailes du temps, Éd. du Douric, 2012.
- Flic ou poète, (récits), Éd. du Douric, 2012.
- Les olifants de la mémoire, Éd. du Bord du Lot, 2012, prix de poésie Bordulot.
- Le bon grain, Éd. du Douric, 2013.
- Poèmes gris pour rire jaune, Éd. du Douric, 2013.
- De maux en mots, Éd. du Douric, 2013.
- De ce côté du fleuve, Éd. du Douric, 2013.
- Chroniques des jours ordinaires, recueil de chroniques, Éd. du Douric, 2013.
- Nonobstant la pluie, Éd. du Douric, 2014.
- Rhapsodies buissonnières, Éd. du Douric, 2014.
- Dans l'antre des grandes oreilles (récits), Éd. du Douric, 2014.
- Bouffées de vie, poèmes en prose, Éd. du Douric, 2014.
- Poèmes du couchant, Éd. du Douric, 2014.
- Chemins d'azur et de broussailles, Éd. du Douric, 2015.
- L'ultime transhumance, Éd. du Douric, 2015.
- Chroniques du crépuscule, recueil de chroniques, Éd. du Douric, 2015.

## Pour approfondir